# Филип III Аридей
Вижте пояснителната страница за други личности с името Филип.
Филип III Аридей (на гръцки: Φίλιππος Γ' Αρριδαίος; на латински: Philip Arrhidaeus) е цар на Древна Македония от 11 юни 323 г. пр. Хр. до 25 декември 317 г. пр. Хр., цар на Азия (323 г. пр. Хр. – 317 г. пр. Хр.) и фараон на Египет (323 г. пр. Хр. – 317 г. пр. Хр.).

## Биография
Той е син на Филип II Македонски и Филина от Лариса, Тесалия и по-голям полубрат на Александър Македонски. Първоначалното му име е Аридей, след като идва на власт се нарича Филип. Според Плутарх той става умствено немощен и епилептик след опита на Олимпия да го отрови, искайки по този начин да го елиминира, тъй като е потенциален съперник на сина ѝ Александър.
Жени се за Евридика II Македонска, дъщеря на цар Аминта IV и Кинана или Кина, която е полусестра на Александър Велики.
Филип Аридей построява Амун храма на Карнак, голяма колонна зала на храма на мъртвите в Хермополис/Ашмунайн и храм на Онурис в Себенитос.
Полиперхон, Олимпия и Еакид, царят на Епир, се съюзяват и тръгват към Македония. Понеже с тях е Александър IV, синът на Александър Велики, македонската войска отказва да се бие с тях. Той и съпругата му бягат, но са заловени в Амфиполис. Филип представлява опасност и е екзекутиран на 25 декември 317 г. пр. Хр.; съпругата му е накарана да се самоубие. Следващата година Касандър завладява обратно Македония. Според някои теории той погребва Филип и Евридика подобаващо в царските горбници Еге и в тяхна чест организира игри.
През 1977 г. във Вергина откриват добре запазен скелет, който вероятно е на Филип III Аридей. Сред находките е и церемониален щит, който според някои теории е на Филип III Аридей. Според някои теории шитът принадлежи на Филип III Аридей, който се смята, че е погребан в същата гробница.
Лунният кратер Аридей е наречен на него.